# Baden (distrikt i Aargau)
Baden är ett distrikt i kantonen Aargau i Schweiz.

## Geografi

### Indelning
Baden är indelat i 26 kommuner:

- Baden
- Bellikon
- Bergdietikon
- Birmenstorf
- Ehrendingen
- Ennetbaden
- Fislisbach
- Freienwil
- Gebenstorf
- Killwangen
- Künten
- Mägenwil
- Mellingen
- Neuenhof
- Niederrohrdorf
- Oberrohrdorf
- Obersiggenthal
- Remetschwil
- Spreitenbach
- Stetten
- Turgi
- Untersiggenthal
- Wettingen
- Wohlenschwil
- Würenlingen
- Würenlos

Den 1 januari 2006 slogs kommunerna Oberehrendingen och Unterehrendingen samman till Ehrendingen.